# WNBA Rookie of the Year Award
Der WNBA Rookie of the Year Award ist eine jährliche Auszeichnung für die beste Nachwuchsspielerin (englisch: Rookie) der Women’s National Basketball Association (WNBA). Der Gewinner dieser Auszeichnung wird durch eine Abstimmung unter Sportjournalisten und Fernsehberichterstattern festgelegt. Cheryl Ford und Maya Moore sind bisher die einzige Spielerinnen, die mit dem WNBA Rookie of the Year Award ausgezeichnet wurden und die WNBA-Meisterschaft in derselben Saison gewannen.
| Gewinner des Rookie of the Year Award | Gewinner des Rookie of the Year Award | Gewinner des Rookie of the Year Award |
| Saison                                | Gewinnerin                            | Team                                  |
| ------------------------------------- | ------------------------------------- | ------------------------------------- |
| 1997                                  | nicht vergeben                        | nicht vergeben                        |
| 1998                                  | Tracy Reid                            | Charlotte Sting                       |
| 1999                                  | Chamique Holdsclaw                    | Washington Mystics                    |
| 2000                                  | Betty Lennox                          | Minnesota Lynx                        |
| 2001                                  | Jackie Stiles                         | Portland Fire                         |
| 2002                                  | Tamika Catchings                      | Indiana Fever                         |
| 2003                                  | Cheryl Ford                           | Detroit Shock                         |
| 2004                                  | Diana Taurasi                         | Phoenix Mercury                       |
| 2005                                  | Temeka Johnson                        | Washington Mystics                    |
| 2006                                  | Seimone Augustus                      | Minnesota Lynx                        |
| 2007                                  | Armintie Price                        | Chicago Sky                           |
| 2008                                  | Candace Parker                        | Los Angeles Sparks                    |
| 2009                                  | Angel McCoughtry                      | Atlanta Dream                         |
| 2010                                  | Tina Charles                          | Connecticut Sun                       |
| 2011                                  | Maya Moore                            | Minnesota Lynx                        |
| 2012                                  | Nneka Ogwumike                        | Los Angeles Sparks                    |
| 2013                                  | Elena Delle Donne                     | Chicago Sky                           |
| 2014                                  | Chiney Ogwumike                       | Connecticut Sun                       |
| 2015                                  | Jewell Loyd                           | Seattle Storm                         |
| 2016                                  | Breanna Stewart                       | Seattle Storm                         |
| 2017                                  | Allisha Gray                          | Dallas Wings                          |
| 2018                                  | A'ja Wilson                           | Las Vegas Aces                        |
| 2019                                  | Napheesa Collier                      | Minnesota Lynx                        |
| 2020                                  | Crystal Dangerfield                   | Minnesota Lynx                        |
| 2021                                  | Michaela Onyenwere                    | New York Liberty                      |
| 2022                                  | Rhyne Howard                          | Atlanta Dream                         |
| 2023                                  | Aliyah Boston                         | Indiana Fever                         |
| 2024                                  | Caitlin Clark                         | Indiana Fever                         |

Zu Beginn der Liga wurde neben der besten Nachwuchsspielerin auch der beste Liga-Neuling (englisch: Newcomer) gewählt. Diese Ehrung WNBA Newcomer of the Year Award ging an Spielerinnen, die ihre erste Saison in der WNBA bestritten, aber nicht mehr unter dem Begriff Nachwuchsspielerin fielen, da diese eine Karriere vor der WNBA hatten. Ab dem Jahr 2000 wurde diese Ehrung nicht fortgeführt.
| Gewinner des Newcomer of the Year Award | Gewinner des Newcomer of the Year Award | Gewinner des Newcomer of the Year Award |
| Saison                                  | Gewinnerin                              | Team                                    |
| --------------------------------------- | --------------------------------------- | --------------------------------------- |
| 1997                                    | nicht vergeben                          | nicht vergeben                          |
| 1998                                    | Suzie McConnell-Serio                   | Cleveland Rockers                       |
| 1999                                    | Yolanda Griffith                        | Sacramento Monarchs                     |